# Mesnil-Lettre
Mesnil-Lettre ist eine französische Gemeinde mit 58 Einwohnern (Stand 1. Januar 2022) im Département Aube in der Region Grand Est (vor 2016 Champagne-Ardenne); sie gehört zum Arrondissement Troyes und zum Kanton Arcis-sur-Aube.

## Geografie
Mesnil-Lettre liegt etwa 20 Kilometer nordnordöstlich von Troyes. Umgeben wird Mesnil-Lettre von den Nachbargemeinden Chaudrey im Norden, Nogent-sur-Aube im Nordosten sowie Avant-lès-Ramerupt im Süden, Osten und Westen.

## Bevölkerungsentwicklung
| Jahr                       | 1962 | 1968 | 1975 | 1982 | 1990 | 1999 | 2006 | 2013 | 2019 |
| Einwohner                  | 68   | 61   | 47   | 34   | 48   | 47   | 57   | 59   | 57   |
| Quellen: Cassini und INSEE |      |      |      |      |      |      |      |      |      |

## Sehenswürdigkeiten

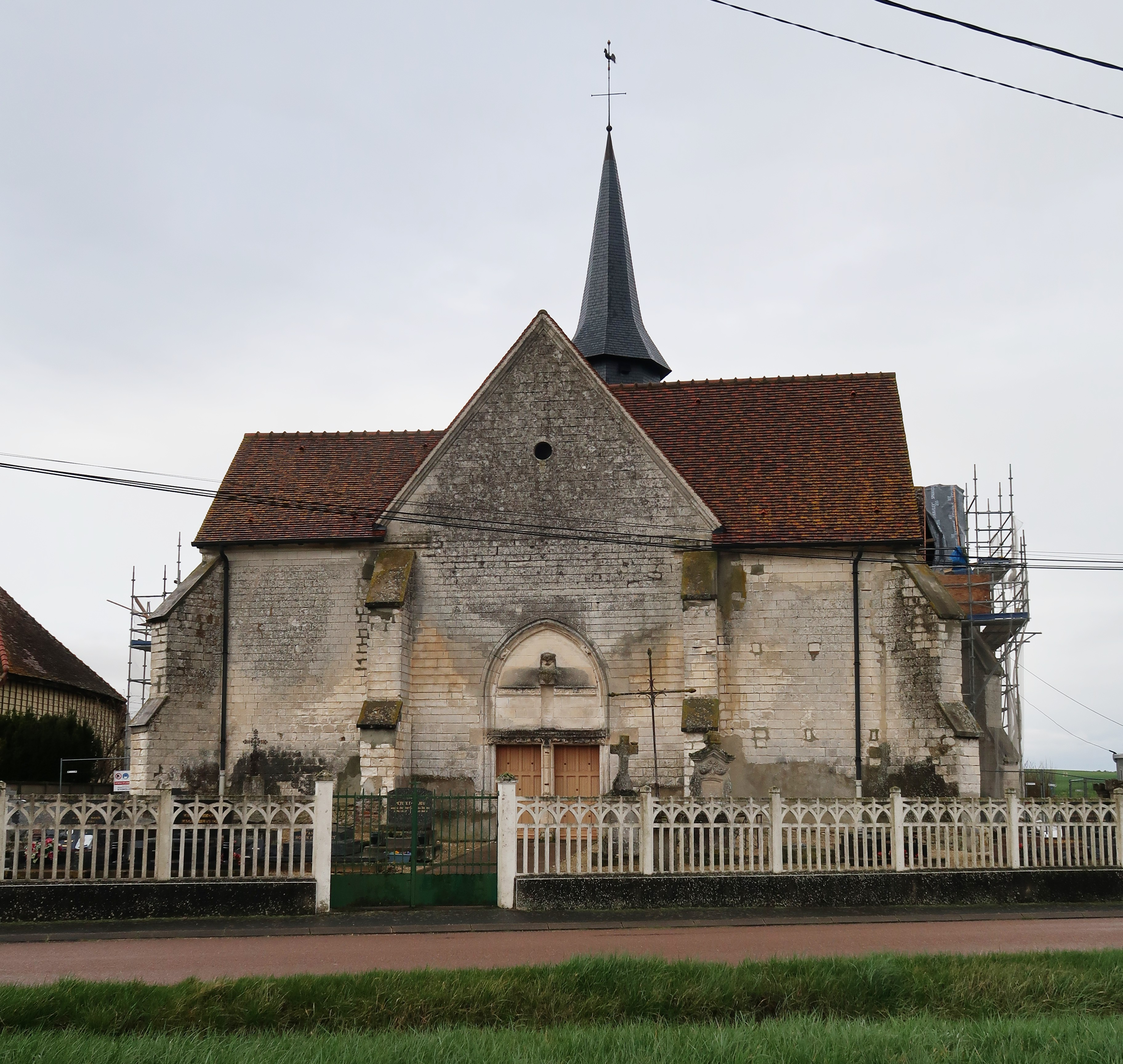
Kirche Saint-Pierre-aux-Liens

- Kirche Saint-Pierre-aux-Liens